# Gonomyia (Gonomyia) platymerina
Gonomyia (Gonomyia) platymerina is een tweevleugelige uit de familie steltmuggen (Limoniidae). De soort komt voor in het Neotropisch gebied.